# Grewia louisii
Grewia louisii är en malvaväxtart som beskrevs av Rudolf Wilczek. Grewia louisii ingår i släktet Grewia och familjen malvaväxter. Inga underarter finns listade i Catalogue of Life.